# Philosophie sentimentale
Philosophie sentimentale est un essai de Frédéric Schiffter paru le 8 septembre 2010 aux éditions Flammarion et ayant reçu le prix Décembre la même année.

## Historique
Cet essai est récompensé le 9 novembre 2010 par le prix Décembre, présidé cette année-là par Laure Adler, par sept voix contre cinq à Que font les rennes après Noël ? d'Olivia Rosenthal.

## Résumé
L'essai est organisé en dix sections, qui sont des commentaires mi-érudits mi-autobiographiques de citations plus ou moins connues :
1. « Celui qui ne dispose pas des deux tiers de sa journée pour soi est un esclave » de Friedrich Nietzsche
2. « Vivre une vie cultivée et sans passion, suffisamment lente pour être toujours au bord de l'ennui, suffisamment méditée pour n'y tomber jamais » de Fernando Pessoa
3. « Les idées sont des succédanés des chagrins » de Marcel Proust
4. « L'histoire d'une vie est toujours l'histoire d'une souffrance » d'Arthur Schopenhauer
5. « Ne sois pas trop juste, ne pratique pas trop la sagesse: pourquoi te rendre ridicule? » tiré de l'Ecclésiaste
6. « Le but de notre carrière, c'est la mort » de Michel de Montaigne
7. « La meilleure philosophie, relativement au monde, est d'allier, à son égard, le sarcasme de la gaieté avec l'indulgence du mépris » de Chamfort
8. « Homo homini lupus: qui aurait l'audace, devant les enseignements de la vie et de l'histoire, de s'inscrire en faux contre cet adage? » de Sigmund Freud
9. « L'état bordélique est l'état fondamental de toute chose » de Clément Rosset
10. « L'amour est la tentative d'échanger deux solitudes » de José Ortega y Gasset

## Éditions
- Philosophie sentimentale, éditions Flammarion, 2010  (ISBN 978-2081236158).
- Philosophie sentimentale, J'ai lu, 2012  (ISBN 978-2290057308)